# سيران
السيران بالإنكليزية (siran) في عرف أهل دمشق (الشام) هو النزهةوترجع الكلمة العربية إلى أيام الدولة الأموية. وهي عبارة عن رحلة قصيرة المسافة، قد تكون حول المدن للذهاب إلى البساتين المحيطة بالمدينة حول دمشق التي يتوجه أهلها إلى الغوطة - غوطة دمشق. تكون الرحلة بغرض الاستجمام والاسترخاء، والاهتمام بأصناف الطعام التي يتم تحضيرة في الطبيعة، وخصوصا الشوي. وتخرج العائلة بأكملها فيلعب الأولاد في الطبيعة الجميلة في ربوة دمشق بالقرب من نهر بردى أو غوطة دمشق الشهيرة ببساتينها وأشجارها، ويجلس الأهل للاسترخاء وتحضير الطعام . ولذلك يقصد بيوم السيران انه من الأيام الجميله التي يتفتح فيه الازهار وتنتشر في كل مكان .
يقصد بة الرحلة القصيرة 
واليوم المشمس ذات الازهار الجميلة

اليوم الجميل